# Altjärnen, Hälsingland
Altjärnen är en sjö i Ljusdals kommun i Hälsingland och ingår i Ljusnans huvudavrinningsområde. Sjön har en area på 0,0556 kvadratkilometer och ligger 380,3 meter över havet. Sjön avvattnas av vattendraget Hedbäcken.

## Delavrinningsområde
Altjärnen ingår i det delavrinningsområde (684452-147691) som SMHI kallar för Ovan 683826-147746. Medelhöjden är 386 meter över havet och ytan är 36,56 kvadratkilometer. Det finns inga avrinningsområden uppströms utan avrinningsområdet är högsta punkten. Hedbäcken som avvattnar avrinningsområdet har biflödesordning 4, vilket innebär att vattnet flödar genom totalt 4 vattendrag innan det når havet efter 167 kilometer. Avrinningsområdet består mestadels av skog (81 procent) och sankmarker (10 procent). Avrinningsområdet har 0,07 kvadratkilometer vattenytor vilket ger det en sjöprocent på 0,2 procent.